# Giacomo Verde
Giacomo Verde (Cimitile, 1956 – Lucca, 2 maggio 2020) è stato un artista e performance artist italiano.
È stato attivo in diversi àmbiti della sperimentazione artistica contemporanea, tra cui la videoarte, l'arte digitale, la net art, la grafica, la scultura, la pittura, la musica e il teatro, fino a esplorare tecnologie più recenti come gli ologrammi e le sperimentazioni con il telefono cellulare.
Sebbene venga comunemente definito videoartista, Verde preferiva il termine tecnoartista, con cui indicava una pratica artistica che unisce l’uso critico e creativo delle tecnologie digitali all’impegno sociale e politico..
Secondo il vocabolario Treccani, dal 2008 è attestato il neologismo tecnoartista, introdotto proprio in riferimento alla sua figura, per descrivere un artista che integra nelle proprie opere molteplici tecnologie.

## Biografia
Figlio di emigrati, si diploma al Liceo Artistico Statale di Porta Romana a Firenze. Si trasferisce poi a Treviso, dove rimane per dodici anni in cui collaborerà anche con Fabrica, prima di stabilirsi definitivamente a Lucca, pur continuando a lavorare in contesti internazionali. Nei primi anni, si dedica al teatro di strada e all’animazione teatrale. 
Appassionato di tradizione popolare toscana, inizia come musicista, trampoliere e mangiafuoco nelle fiere di paese. Con Sandro Berti e Sergio Bustric fonda il Teatro Instabile e Contento..
Nel 1986 è tra i fondatori del gruppo di teatro-musica Banda Magnaetica, insieme a Flavio Bertozzi e Frank Nemola, con cui realizza azioni di strada e improvvisazioni denominate "decontaminazione acustica". Il gruppo interviene anche in trasmissioni televisive nazionali come Fuori orario, Lupo solitario e D.O.C. di Renzo Arbore. Sempre nel 1986 partecipa a U-Tape, rassegna fondata da Gianni Toti che fonde poesia, cinema e musica elettronica.
In quegli anni sperimenta il “Teleracconto”, una narrazione per bambini che utilizza il televisore come strumento espressivo, e concettualizza “L'altra TV”: un televisore da modificare e riutilizzare come materiale povero. Secondo Verde, la creatività non necessita di tecnologie avanzate. Con questi principi partecipa al Festival di Narni (1988–1990), e le sue installazioni vengono ospitate in contesti come il Palazzo dei Diamanti (Ferrara), Invideo (Milano), Arte tra azione e contemplazione (Pisa).
Nel 1992 collabora con il collettivo tedesco Van Gogh TV per Piazza Virtuale, un progetto di TV interattiva presentato a Documenta IX di Kassel.
Nel 1994 crea Euclide, personaggio virtuale del gruppo Correnti Magnetiche di Mario Canali. L’anno seguente partecipa alla mostra Oltre il villaggio globale per la Triennale di Milano con l’installazione Poltrona In-mobilcasa.
Collabora anche come attore, suonatore di zampogna, narratore e scenografo con realtà come il'Teatro delle Albe, Giallo Mare Minimal Teatro e Marco Paolini. Tra la metà degli anni Ottanta e l’inizio degli anni Novanta produce disegni, collage e bozzetti per videoinstallazioni e performance teatrali, ora raccolti nell'Archivio Giacomo Verde (1986–1992), curato da Flavia Dalila D’Amico, Vincenzo Sansone e Anna Maria Monteverdi.
Alcuni di questi lavori sono stati selezionati da Caterina Davinio per la V edizione del Film Festival Visionaria di Siena nel 1996, insieme a opere di Roberta Torre, Mario Canali e Giorgio Vaccarino. Verde concepiva l’interattività come strumento per restituire l’arte agli spettatori, smitizzare la tecnologia e favorire relazioni sociali significative.
Collabora intensamente con il poeta Lello Voce, con cui realizza video, brani musicali, libri e installazioni. Tra i loro lavori più noti c’è Solo limoni (2001), riflessione artistica sui fatti del G8 di Genova.

### ZoneGemma e altri progetti
Dal 1998 lavora al progetto ZoneGemma, collettivo tecnoteatrale fondato con il drammaturgo Andrea Balzola e il compositore Mauro Lupone. Con la direzione artistica di Alessandro Garzella e la regia di Fabrizio Cassanelli, realizzano Storie Mandaliche 3.0, esperimento di interazione pubblica e narrativa immersiva. Tra i primi spettatori figura Antonio Caronia, con cui Verde collaborerà successivamente.
Con Caronia sono stati presenti alla XVI edizione del Film Festival Visionaria del 2007, in cui mentre Verde, assieme al Collettivo Lu_Cia di Lucca, presentando una serie di video, ha trattato la differente percezione dello spettatore al tempo del web, Caronia ha esplorato la percezione dello spazio urbano dei ragazzi delle maggiori accademie milanesi di cui era docente, compresa quella della piattaforma di Second Life.
In omaggio a Caronia, nel 2013 realizza il video remix Memoria Caronia, con l’uso di realtà aumentata.

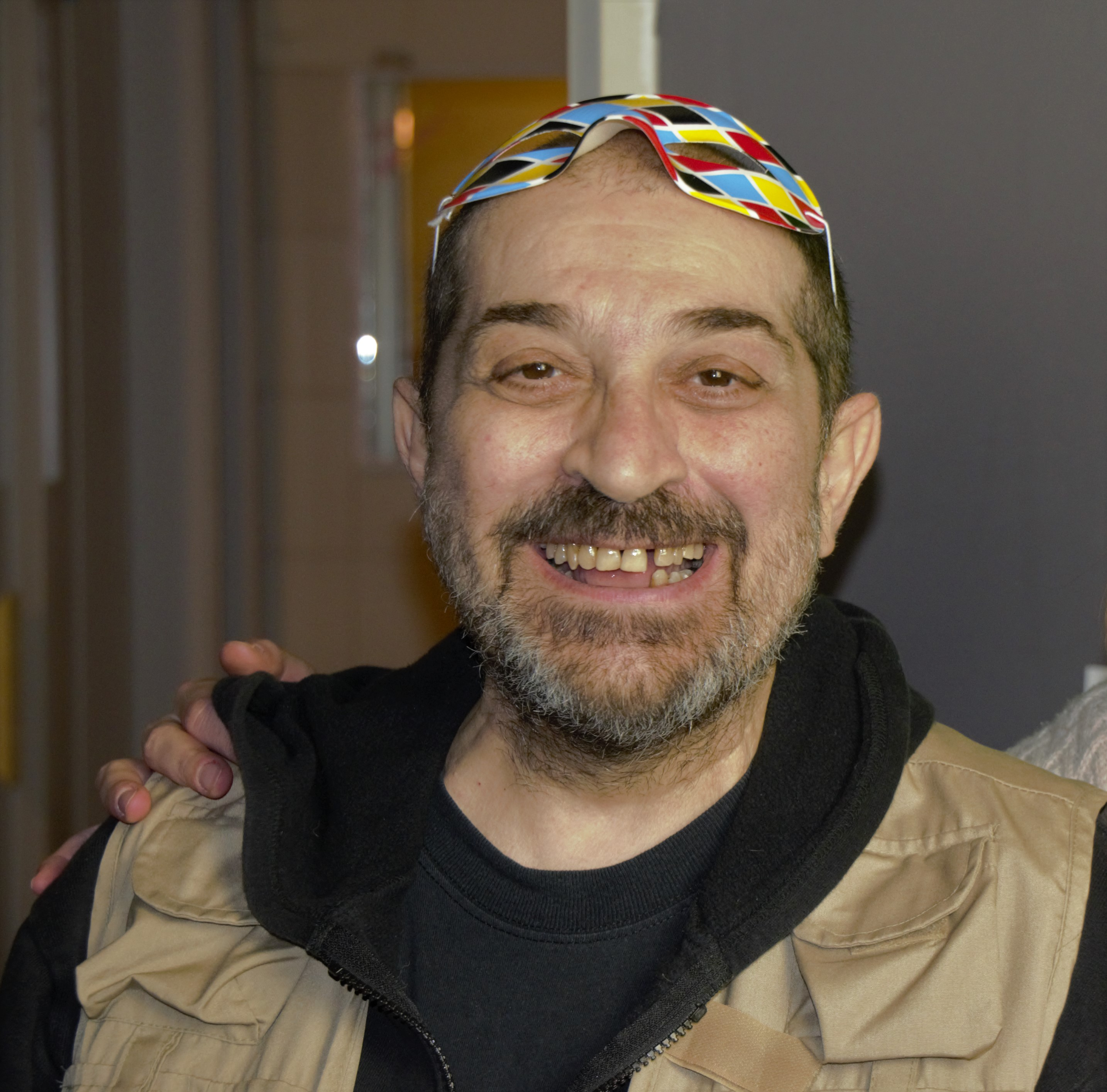
Giacomo Verde, 22 dicembre 2016

### Tristanoil
Uno dei progetti più noti di Verde è la collaborazione con Nanni Balestrini per Tristano. Il Life Destroyers, presentato a documenta 13 di Kassel nel 2012. della durata di 2.400 ore, basato sul romanzo Tristano (1966) di Balestrini, ma rielaborato in forma sperimentale, è stato definito "il film più lungo della storia"
Il film, generato da un algoritmo ideato da Vittorio Pellegrineschi, combina oltre 150 videoclip in sequenze uniche di dieci minuti ciascuna, tutte diverse ma unite dallo stesso tema: gli effetti devastanti del petrolio sul nostro pianeta. Dopo Kassel, l’opera è stata proiettata in sedi come il Museo Marconi (Milano), Frittelli Arte Contemporanea (Firenze), MACRO (Roma), Galleria Martano (Torino), Museo Nitsch (Napoli).

### Il piccolo diario dei malanni
Nel 2014 scopre di essere affetto da un tumore, che affronta trasformando la malattia in un’opera artistica: Il piccolo diario dei malanni (2018), in cui, attraverso disegni e video, utilizza la telecamera come una lente d’ingrandimento sulla sofferenza, riflettendo sulla fragilità e sulla dignità della vita.

## Pubblicazioni
- Giacomo Verde, S'era tutti sovversivi, BFS Edizioni, 2002 - ISBN 978-8886389761
- Artivismo tecnologico. Scritti e interviste su arte, politica, teatro e tecnologie, BFS Edizioni, 2007 - ISBN 978-8889413203
- Solo limoni (con Lello Voce), contiene video VHS, Indymedia, 2001 - pubblicato in 2ª edizione da Shake, 2012 - ISBN 978-8886926775

## Filmografia
- Giacomo Verde non esiste, regia di Gioele Gallo (2025) - documentario[16]